# Craig Ross

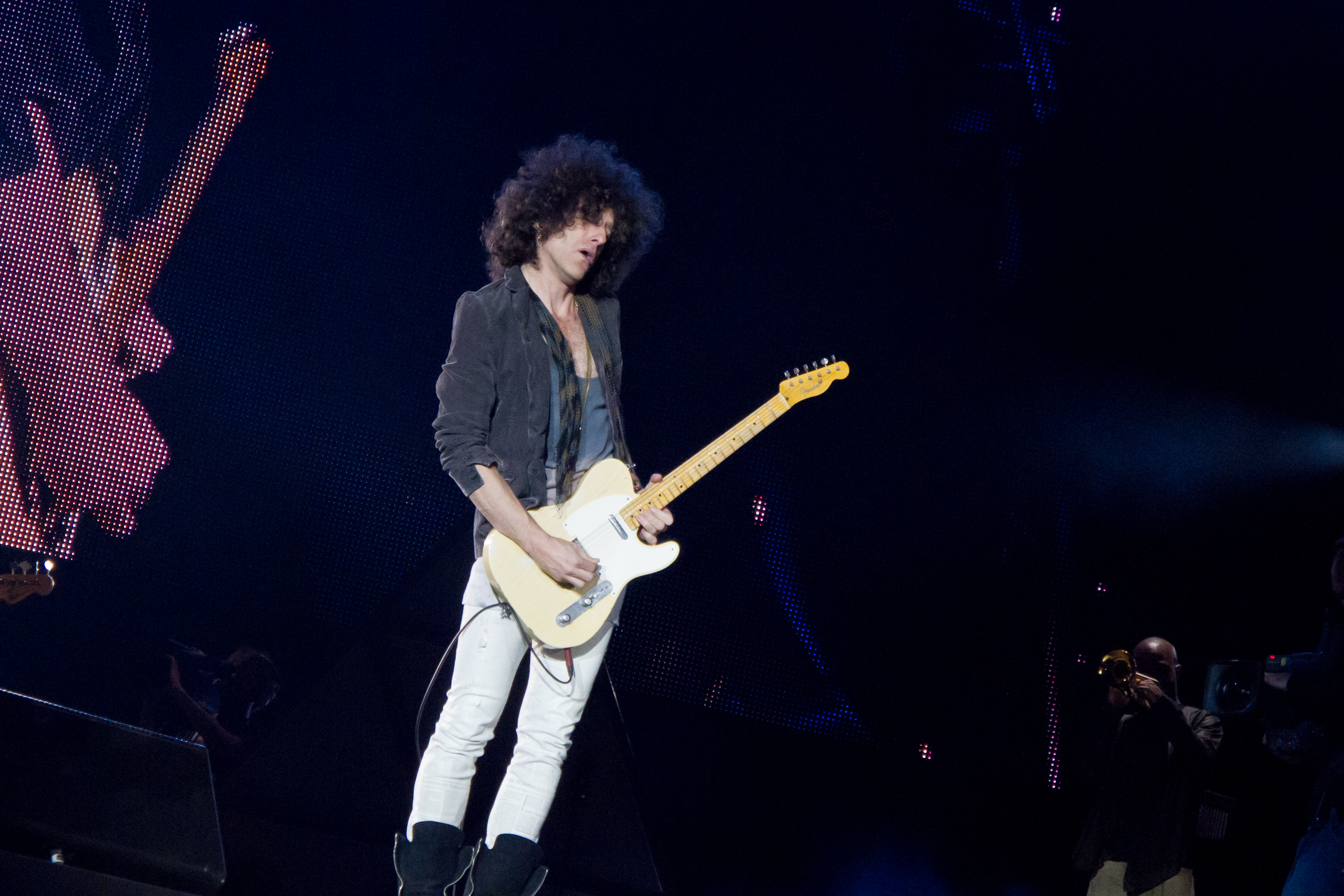
Craig Ross.

Craig Ross är en amerikansk gitarrist, bäst känd för sitt arbete med Lenny Kravitz. 

## Biografi
Craig Ross inledde sin bana som gitarrist för Los Angeles-gruppen Broken Homes, med vilken han spelade in tre skivor på 1980-talet. Han använde då pseudonymen Kreg Ross. Bandet spelade som förband åt bland andra Stevie Ray Vaughan, INXS och Jerry Lee Lewis innan det splittrades. 
År 1991 var Ross mer eller mindre arbetslös och tillbringade största delen av sina dagar på biljardkrogen, vilket visade sig vara avgörande för resten av hans liv. Det var nämligen här han stötte på Lenny Kravitz, som för tillfället sökte en ny gitarrist. Två veckor efter det befann sig Ross på turné i Europa med Kravitz band. Han spelade gitarr skivan Are You Gonna Go My Way, som sände Kravitz till helt nya sfärer som rockstjärna och har medverkat på alla skivor sedan dess. 
Han har också samarbetat med till exempel The Black Crowes, Marc Ford, Stiv Bators, Sheryl Crow och Izzy Stradlin. 

## Grupper
- Broken Homes
- Lenny Kravitz
- Stronzo

## Diskografi
- Broken Homes (Broken Homes, 1986)
- Straight Through Time, (Broken Homes, 1988)
- Wing And A Prayer, (Broken Homes, 1990)
- Vanessa Paradis (Vanessa Paradis, 1991)
- Are You Gonna Go My Way (Lenny Kravitz, 1993)
- Circus (Lenny Kravitz, 1995)
- Blame It On Me (Alana Davis, 1997)
- 5 (Lenny Kravitz, 1998)
- Ophelia (Natalie Merchant, 1998)
- Street Faerie (Cree Summer, 1998)
- Bliss (Vanessa Paradis, 1999)
- Jellycream (Doyle Bramhall II, 1999)
- Brandy Duncan (Keith Caputo, 1999)
- Lions (The Black Crowes, 2000)
- Lenny (Lenny Kravitz, 2001)
- C'mon C'mon (Sheryl Crow, 2002)
- It's About Time (Marc Ford, 2002)
- Fleshwounds (Skin, 2003)
- Baptism (Lenny Kravitz, 2004)
- Of What Lies Beneath (Dan Dyer, 2004)